# Santa Cecília (barrio de São Paulo)
Santa Cecília es un barrio ubicado en la zona central de la ciudad de São Paulo, Brasil. Administrativamente se encuentra en el distrito homónimo y pertenece a la subprefectura de Sé. Limita con el barrio noble de Higienópolis lo que le da un status de ser un barrio de clase media-alta.